# Lactida
Una lactida es el diester cíclico del ácido láctico (CH3CHOHCOOH,  C3H6O3). Mediante polimerización aniónica se da un ataque nucleofílico de un iniciador con carga negativa sobre el carbonilo, que da como resultado un poliéster lineal (polilactida o poliácido láctico).

## Estereoisómeros
El ácido láctico es quiral de manera que existen ácido láctico-(R) y ácido láctico-(S).  Además estos enantiómeros no se racemizan fácilmente. Por ello la formación de lactida a partir de las dos formas de ácido láctico da lugar a tres estereoisómeros: 
Los tres estereoisómeros sufren  epimerización en presencia de bases orgánicas e inorgánicas en disolución.